# Love in Bloom
"Love in Bloom" es una canción compuesta por Ralph Rainger con letra de Leo Robin en 1933 para la película She Loves Me Not, donde era cantada por Bing Crosby y Kitty Carlisle.
La canción fue nominada al premio Óscar a la mejor canción original, siendo superada por la ganadora que fue The Continental que cantaba Ginger Rogers en la película La alegre divorciada.